# Lewis F. Linn
Lewis Fields Linn, född 5 november 1796 nära Louisville, Kentucky, död 3 oktober 1843 i Ste. Genevieve, Missouri, var en amerikansk politiker (demokrat). Han representerade delstaten Missouri i USA:s senat från 1833 fram till sin död.
Linn studerade medicin i Louisville och deltog i 1812 års krig som kirurg. Han fortsatte sina studier i Philadelphia och arbetade sedan som läkare i Missouriterritoriet.
Senator Alexander Buckner avled 1833 i ämbetet och efterträddes av Linn. Han avled i sin tur tio år senare i ämbetet och efterträddes av David Rice Atchison.
Linns grav finns på Memorial Cemetery i Ste. Genevieve. Det finns fyra countyn i USA som heter Linn County. De finns i delstaterna Iowa, Kansas, Missouri och Oregon och de har alla fått sina namn efter Lewis F. Linn.